# Zwiastowanie (obraz El Greca z Illescas)
Zwiastowanie – obraz autorstwa hiszpańskiego malarza pochodzenia greckiego Dominikosa Theotokopulosa, znanego jako El Greco.
Obraz był jednym z pięciu ocalonych obrazów ozdabiających kościół parafialny w Illescas. Na początku XVI wieku El Greco i jego syn Jorge Manuel otrzymali zamówienie na ozdobienie kościoła parafialnego. Mieli wykonać pięć drewnianych ołtarzy z dwoma naturalnej wielkości posągami proroków Symeona i Izajasza, rzeźbione tabernakulum i obrazy. Większość ozdób zaginęła w 1936 roku podczas wojny domowej. Ocalały jedynie obrazy: Zwiastowanie, Boże Narodzenie, Madonna Miłosierna, Święty Ildefons i Koronacja Matki Bożej ukryte w Madrycie w podziemiach budynku Narodowego Banku Hiszpanii.

## Opis obrazu
Tondo ze sceną Zwiastowania i Bożego Narodzenia były umieszczone po obu stronach Koronacja Matki Bożej. El Greco eksperymentujący z efektami światła, barwy i ruchu wpisuje scenę w tondo. Zwiastujący anioł ma tak wydłużoną postać, że jego wygięta sylwetka zajmuje połowę obrazu a tym samym ma się wrażenie że krąży wokół drobnej postaci Madonny. Jej drobna twarz i gest rak powtarza się na wszystkich niemal wersjach jakie namalował El Greco (np.: Zwiastowanie z Muzeum Prado).